# Голосківський цвинтар
Голосківський цвинтар — найбільший некрополь сучасного Львова. Один з трьох цвинтарів Львова, які відкриті для поховань. Десятий за розміром цвинтар в Україні, загальною площею 74,8 га.
Розташований у північно-західній частині Львова (місцевість Голоско, Шевченківський район), біля Брюховицького лісу.

## Історія
На початку 1980-х років у зв'язку з нестачею земель у Львові для поховання померлих, на території цвинтаря розпочали будівництво крематорію та колумбарію, пізніше заморожене у зв'язку з економічною кризою 1990-х років та непопулярністю обряду трупоспалення серед релігійної частини населення Львова. У 2023 році залишки недобудованого крематорію ліквідовано.
На початок 2004 року тут налічувалося понад 63 тисяч поховань.
На спеціально визначене місце на Голосківському цвинтарі мають перенести усі знайдені тлінні рештки та надмогильні плити з «Пагорба слави» у Львові, що відбудеться після проведення там ексгумації радянських військових поховань.

## Поховані особи
- Василенко Ігор Іванович — доктор фізико-математичних наук, професор, завідувач кафедри Львівського національного аграрного університету.
- Василюк Леонід Степанович — український скульптор, доцент Львівської Національної академії мистецтв, викладач.
- Воробець Богдан Дмитрович — український науковець, кандидат фізико-математичних наук, доцент Львівського національного університету імені Івана Франка.
- Драк Микола Мар'янович — кандидат історичних наук, депутат Львівської обласної ради першого демократичного скликання.
- Дроботюк Борис Іванович — український графік і живописець, член Національної спілки художників України. Заслужений художник України.
- Звіринський Карло Йосипович — український педагог, живописець, графік, іконописець, керівник школи іконопису імені Святого Луки при монастирі ордена Студитів, професор кафедри сакрального мистецтва Львівської національної академії мистецтв. Заслужений діяч мистецтв України.
- Охрім Кравченко — український художник—монументаліст, графік, яскравий представник школи Михайла Бойчука, нонконформіст.
- Генріетта Левицька  — львівська художниця.
- Лукашик Степан Іванович — український науковець, державний діяч.
- Науменко Кім Єлисейович — український історик, науковий співробітник Інституту українознавства імені І. Крип'якевича НАН України.
- Ушаков Володимир Андрійович — скульптор.

## План-карта

План-карта Голосківського цвинтаря

План-карта Голосківського цвинтаря розроблена співробітником Державного природознавчого музею А. В. Новіковим на базі супутникових знімків 2015 року і, відповідно, є актуальною, станом на осінь 2016 року.